# Brom cyanide
Brom cyanide (tên khác: cyano bromide) là một hợp chất vô cơ có thành phần cấu tạo gồm nguyên tố brom và nhóm cyanide, có công thức hóa học được quy định là BrCN, hoặc được viết bằng cách khác là (CN)Br. Hợp chất này tồn tại dưới dạng một chất rắn không màu, và được sử dụng rộng rãi để biến đổi các polyme sinh học, protein phân đoạn và các peptit (cắt đoạn cuối C của methionin), và tổng hợp các hợp chất khác. Hợp chất này được phân loại vào nhóm hợp chất halogen giả.

## Độc tính, lưu trữ và khử hoạt tính
Brom cyanide có thể được lưu trữ trong điều kiện khô ở nhiệt độ từ 2–8 ℃ trong thời gian dài.
Brom cyanide dễ bay hơi và dễ hấp thu qua da hoặc đường tiêu hóa. Do đó, tiếp xúc độc tính có thể gây ảnh hưởng xấu đến sức khỏe nếu hít, tiếp xúc vật lý, hoặc nuốt phải. Hợp chất này cực độc, và nó là nguyên nhân gây ra nhiều triệu chứng không đặc hiệu. Tiếp xúc với một lượng nhỏ thậm chí đã có thể gây co giật hoặc tử vong nạn nhân. LD50 uống ở chuột được báo cáo chứa từ 25–50 mg/kg.
Phương pháp được đề nghị để khử hoạt tính của brom cyanide là dùng thuốc tẩy. Hydroxide kiềm nhanh chóng ngay lập tức thủy phân (CN)Br với kiềm cyanide và bromide. Cyanide sau đó có thể được oxy hóa bởi natri hoặc calci hypoclorit với ion cyanat ít độc. Lưu ý rằng việc khử hoạt tính của brom cyanide gây tỏa nhiệt cực lớn và còn có thể gây nổ.